# Nogent-sur-Eure
Nogent-sur-Eure település Franciaországban, Eure-et-Loir megyében. Lakosainak száma 502 fő (2022. január 1.). Nogent-sur-Eure Chauffours, Bailleau-le-Pin, Meslay-le-Grenet és Saint-Georges-sur-Eure községekkel határos.

## Népesség
A település népességének változása:
| Lakosok száma | 231  | 359  | 424  | 479  | 521  | 507  | 497  | 518  | 513  | 502  |
|               | 1968 | 1982 | 1990 | 2006 | 2013 | 2015 | 2017 | 2019 | 2020 | 2022 |